# 베드룸 (영화)
《베드룸》(영어: Bedrooms)은 미국에서 제작된 유세프 딜라라, 마이클 D. 올모스, 빅터 터랜 감독의 2010년 드라마 영화이다. 딜런 스프레이베리, 줄리 벤즈, 문 블러드굿 등이 출연하였고, 섀브 애즈마 등이 제작에 참여하였다.

## 출연
- 딜런 스프레이베리
- 줄리 벤즈
- 문 블러드굿
- 세라 클라크
- 잰더 버클리
- 디 월리스
- 배리 보스트윅
- 조던 벨피
- 제시 가르시아
- 엔 리텔
- 엘러리 스프레이베리
- 모리 로고

## 기타 제작진
- 협력 제작: 조지프 멀크론
- 미술: 앨리 머틸라